# Psaliodes inferna
Psaliodes inferna là một loài bướm đêm trong họ Geometridae.